# Alticola argentatus
Alticola argentatus es una especie de roedor de la familia Cricetidae.

## Distribución geográfica
Se encuentra en Afganistán, China, India y Pakistán. 